# Kšyštof Lavrinovič
Kšyštof Lavrinovič (polnisch Krzysztof Ławrynowicz; * 1. November 1979 in Vilnius) ist ein litauischer Basketballspieler, der bei einer Körpergröße von 2,09 m auf den Positionen Power Forward und Center eingesetzt wird. Er steht seit 2016 bei Lietkabelis Panevėžys unter Vertrag und ist, wie sein Zwillingsbruder Darjuš Lavrinovič, langjähriges Mitglied der litauischen Nationalmannschaft. Beide gehören der polnischen Minderheit in Litauen an.

## Karriere
Wie sein Bruder begann Kšyštof Lavrinovič seine Karriere bei Alita Alytus, dem Vorgängerverein von BC Alytus. Ende 1998 wurden beide wegen gemeinschaftlich begangener Vergewaltigung angeklagt. Im Gegensatz zu Darjuš bekannte sich Kšyštof Lavrinovič schuldig und wurde zu fünf Jahren Haft verurteilt. Er kam nach etwa drei Jahren wieder frei und konnte seine Karriere bei Alita Alytus sofort wieder fortsetzen.
Tatsächlich machte er mit seinen Leistungen, für die er in die zweite Auswahlmannschaft der LKL gewählt wurde, schon bald größere Vereine auf sich aufmerksam und wechselte 2002 zum russischen Meister Ural Great Perm. Dort spielte Lavrinovič erstmals im ULEB Cup und gewann 2004 den russischen Pokal. Es folgten Wechsel innerhalb Russlands zu Dynamo Moskau und von dort zu UNICS Kasan. Mit Kasan erreichte er 2007 die Finalserie um die russische Meisterschaft sowie das Final Four im ULEB Cup. Daraufhin unterschrieb Lavrinovič einen Vertrag beim italienischen Verein Montepaschi Siena. Obwohl er fast nie in der Startformation stand, wurde er einer der effektivsten Spieler der Mannschaft. Mit Siena gewann Lavrinovič in jedem seiner Jahre dort die nationale Meisterschaft sowie 2009, 2010, 2011 und 2012 auch den italienischen Pokal, wobei er 2011 zum MVP des Finalspiels gewählt wurde. 2008 und 2011 wurde er ins All-EuroLeague Second Team gewählt, nachdem Siena jeweils das Final Four jenes Wettbewerbs erreicht hatte.
Nach fünf Jahren in Italien kehrte er 2012 nach Litauen zurück und wechselte zu Žalgiris aus Kaunas, mit denen er deren litauischen Meistertitel erfolgreich verteidigen konnte. Während man in der EuroLeague 2012/13 erneut die Viertelfinal-Play-offs verpasste, erreichte man in der VTB United League 2012/13 das Halbfinale. Nach der Insolvenz des Mehrheitseigentümers Ūkio bankas von Wladimir Romanow erreichte Žalgiris zwar noch knapp die zweite Gruppenphase der EuroLeague 2013/14, verlor dort aber die ersten fünf Gruppenspiele, so dass Lavrinovič ausstehende Gehaltszahlungen Mitte Februar als Anlass für einen weiteren Vereinswechsel nahm. Für den Rest der Spielzeit schloss er sich dem spanischen Klub aus Valencia in der Liga ACB an. Nach einigen Monaten bei Pallacanestro Reggiana wechselte Lavrinovič Ende 2014 wieder nach Litauen, wo er diesmal für Lietuvos rytas Vilnius spielte.
Seinen größten Erfolg als Teil der litauischen Nationalmannschaft feierte Lavrinovič mit dem Gewinn der Europameisterschaft 2003. Zudem erreichte er 2004 sowie 2008 jeweils das Halbfinale im olympischen Basketballwettbewerb und nahm an den Europameisterschaften 2005, 2007 sowie 2009 und den Weltmeisterschaften 2006 sowie 2014 teil. Auch für die Basketball-Europameisterschaft 2011, bei der Litauen Gastgeber war, stand Lavrinovič im Kader. Bei der Europameisterschaft 2013 gewann er mit Litauen die Silbermedaille.

## Erfolge und Auszeichnungen

### Erfolge mit der Mannschaft
- Europameister 2003
- italienischer Meister 2008–2012
- italienischer Pokalsieger 2009–2012
- litauischer Meister 2013
- russischer Pokalsieger 2004

### Persönliche Auszeichnungen
- All-Euroleague Second Team 2008, 2011
- MVP Finale des italienischen Pokals 2011
- MVP des Monats Oktober 2012 VTB United League